# Вінсент Прайс
 Вінсент Прайс (англ. Vincent Price; 27 травня 1911 — 25 жовтня 1993) — американський актор, відомий своїм незвичайним голосом та напівсерйозною-напівжартівливою манерою, що була притаманна його персонажам у фільмах жанру хоррор, яким він і завдячує своєю популярністю. Протягом кар'єри, що тривала майже 60 років, він знявся більше ніж у сотні кінострічок та в численних телевізійних і радіо постановках.

## Біографія
Вінсент Леонард Прайс молодший народився 27 травня 1911 року в місті Сент-Луїс, Міссурі, США у заможній родині. Син Марґеріт Кобб (уродженої Вілкокс) та Вінсента Леонарда Прайса старшого, який був президентом Національної кондитерської компанії.
Вищу освіту здобув у Єльському університеті, де вивчав образотворчі мистецтва та історію мистецтва. На початку 30-х мандрував Європою і зацікавився театром. Його дебют на сцені відбувся у 1935, в Лондоні; кінодебют — у 1938 в Америці.

## Кар'єра
Від початку Вінсент Прайс зарекомендував себе у таких фільмах, як «Пісня Бернадетти» (1943), «Лора» (1944) Отто Премінґера та «Ключі від Царства» (1944). Перша поява у фільмі жахів сталася 1939 року в «Лондонському Тауері» з Борисом Карлоффом.
В цьому жанрі він активно працював з 50-х, з'явившись у «Будинку воскових фігур», одному з перших 3D фільмів. Серед інших робіт, в яких він грав лиходіїв, — «Божевільний Маг» (1954), «Муха» (1958), «Тінґлер» (1959) (трилер Вільяма Касла), «Будинок нічних примар» (1959). У 60-х Прайс мав успіх, співпрацюючи з Роджером Корманом в фільмах адаптаціях творів Едґара Алана По.

## Особисте життя
У 1938—1948 роках Прайс був одружений з актрисою Едіт Барретт. У серпні 1940 року в пари народився син Вінсент Барретт Прайс, який став поетом і колумнистом.
У 1949 році Прайс одружився з дизайнером костюмів Мері Грант. 1962 року в них народилася дочка Вікторія. У 1973 році Вінсент і Мері розлучилися.
У 1974 році Прайс одружився з австралійською актрисою Корал Браун, з якою він прожив до її смерті від раку в 1991 році.

## Вибіркова фільмографія
| Рік  |    | Українська назва                    | Оригінальна назва                        | Роль                         |
| ---- | -- | ----------------------------------- | ---------------------------------------- | ---------------------------- |
| 1938 | ф  |                                     | Service de Luxe                          | Роберт Вейд                  |
| 1939 | ф  | Лондонський Тауер                   | Tower of London                          | герцог Кларенський           |
| 1939 | ф  | Приватне життя Єлизавети та Ессекса | The Private Lives of Elizabeth and Essex | сер Волтер Рейлі             |
| 1940 | ф  | Повернення людини-невидимки         | The Invisible Man Returns                | Джеффрі Редкліфф             |
| 1940 | ф  | Брігхем Янг                         | Brigham Young                            | Джозеф Сміт                  |
| 1943 | ф  | Пісня Бернадетти                    | The Song of Bernadette                   | прокурор Віталь Дутюр        |
| 1950 | ф  | Аризонський барон                   | The Baron of Arizona                     | Джеймс Еддісон Рівіс         |
| 1953 | ф  | Будинок воскових фігур              | House of Wax                             | професор Генрі Джаррод       |
| 1956 | ф  | Десять заповідей                    | The Ten Commandments                     | Бака                         |
| 1958 | ф  | Муха                                | The Fly                                  | Франсуа Деламбр              |
| 1959 | ф  | Будинок нічних примар               | House on Haunted Hill                    | Фредерік Лорен               |
| 1959 | ф  |                                     | The Tingler                              | доктор Воррен Чепін          |
| 1960 | ф  | Падіння дому Ашерів                 | House of Usher                           | Родерік Ашер                 |
| 1962 | ф  | Історії жаху                        | Tales of Terror                          | Фортунато / Вальдемар / Локе |
| 1963 | ф  | Ворон                               | The Raven                                | доктор Еразмус Крейвен       |
| 1964 | ф  | Остання людина на Землі             | The Last Man on Earth                    | доктор Роберт Морган         |
| 1968 | ф  | Європейське полювання на відьом     | Witchfinder General                      | Метью Хопкінс                |
| 1969 | ф  | Довгастий ящик                      | The Oblong Box                           | Джуліан                      |
| 1970 | ф  | Крик і знову крик                   | Scream and Scream Again                  | доктор Браунінг              |
| 1971 | ф  | Жахливий доктор Файбс               | The Abominable Dr. Phibes                | доктор Файбс                 |
| 1973 | ф  | Театр крові                         | Theatre of Blood                         | Едвард Серцельва             |
| 1981 | ф  | Клуб монстрів                       | The Monster Club                         | Ерасмус                      |
| 1982 | мф | Вінсент                             | Vincent                                  | оповідач                     |
| 1983 | ф  | Будинок довгих тіней                | House of the Long Shadows                | Ліонель Грайсбен             |
| 1983 | кф | Трилер                              | Thriller                                 | оповідач                     |
| 1986 | мф | Великий мишачий детектив            | The Great Mouse Detective                | професор Ратіган (голос)     |
| 1987 | ф  | Серпневі кити                       | The Whales of August                     | Ніколас Маранов              |
| 1988 | ф  | Мертвий поліцейський                | Dead Heat                                | Артур П. Лудермілк           |
| 1990 | ф  | Едвард Руки-ножиці                  | Edward Scissorhands                      | винахідник                   |
| 1993 | мф | Злодій і швець                      | The Thief and the Cobbler                | Великий візир Зигзаг (голос) |